# Estação de Tocumwal
A Estação de Tocumwal foi uma base da Real Força Aérea Australiana (RAAF) durante a Segunda Guerra Mundial. Localizada perto da cidade de Tocumwal, em Nova Gales do Sul, a base foi estabelecida em 1942 para providenciar um local seguro para as unidades de bombardeiros das Forças Aéreas do Exército dos Estados Unidos (USAAF). Apesar de não haver registo de uso por parte da USAAF, a RAAF usou a base e foi a casa de várias unidades da RAAF. Apesar de a base ter deixado de ser usada pela RAAF depois do cessar das hostilidades da Segunda Guerra Mundial, o local continua a ser usado para lançamento e aterragem de planadores.